# Mario Ignacio de Veintemilla

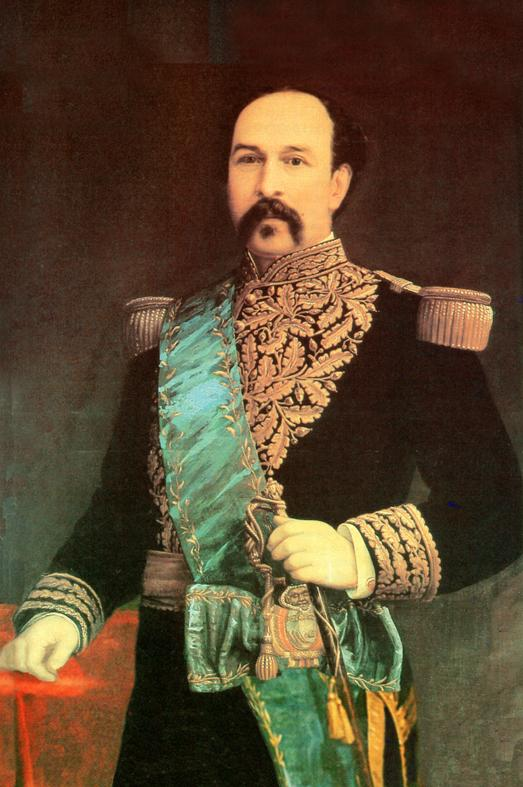
Ignacio de Veintemilla

Mario Ignacio Francisco Tomás Antonio de Veintemilla y Villacís (Quito, 31 juli 1828 - aldaar, 19 juli 1908) was een Ecuadoraans generaal en politicus.
Ignacio de Veintemilla bereikte in 1860 de rang van kolonel en was van 1865 tot 1867 minister van Oorlog. In maart 1869, na de val van president José Javier Espinosa, werd hij gearresteerd en kregen de personen die hem gevangennamen de opdracht hem onmiddellijk te executeren. Hij wist echter naar Europa te ontkomen. 
Generaal Veintemilla werd in 1876 door president Antonio Borrero benoemd tot chef van de generale staf van Ecuador. Hij keerde zich echter tegen de president en op 8 september kwam hij in opstand en werd hij uitgeroepen tot Jefe Supremo (opperste staatschef). Op 19 december 1876 verdreeg hij Borrero en had hij alle macht in handen. Aanvankelijk leek het dat Veintemilla - die bekendstond als gematigd progressief - een liberale koers zou varen, maar hij ontpopte zich snel tot een (conservatief) dictator. De liberale leider, Eloy Alfaro, die na de machtsgreep van Veintemilla naar Ecuador was teruggekeerd, moest opnieuw in ballingschap gaan. Desondanks keerde Eloy Alfaro in 1878 in het geheim naar Ecuador terug en begon een opstand tegen Veintemilla, maar hij werd gevangengenomen en het land uitgezet.
In 1878 werd Veintemilla door het parlement tot president gekozen. Hij paaide het volk met cadeaus en liet liberale leiders arresteren en oppositieleiders vermoorden. In 1882 liep zijn ambtstermijn af. Veintemilla pleegde op 26 maart 1882 een soort staatsgreep: Hij dwong de gemeenteraden van Quito en Guayaquil hem als Jefe Supremo te erkennen. De bange gemeenteraadsleden gingen akkoord. Volgens de gecontroleerde nieuwsvoorziening was "de onmisbare" Veintemilla "spontaan" door de gemeenteraden van Quito en Guayaquil uitegroepen tot Jefe Supremo. 
In 1882 keerde Eloy Alfaro opnieuw naar Ecuador terug en begon vanuit de provincies Manabí en Esmeraldas een gewapende opstand. Elders in Ecuador kwamen militairen en oppositieleiders in het geweer tegen Veintemilla. De oppositie, bestaande uit zowel conservatieven en liberalen, begon een mars op Quito. Op 8 januari 1883 arriveerden de revolutionairen in de buitenwijken van de hoofdstad. Er braken bloedige gevechten uit en er vielen veel doden. Veintemilla's kabinetsleden vluchtten uit de hoofdstad en al zijn adviseurs lieten hem in de steek. Veintemilla vluchtte uiteindelijk uit de hoofdstad en probeerde nog zijn macht te herwinnen. Tevergeefs, op 9 juli 1883 trad hij af en vluchtte naar het buitenland en kwam er een einde aan zijn brute dictatuur. 

## Trivia
- Men vermoedt dat Veintemilla opdracht gaf tot de vergiftiging van de aartsbisschop van Quito, José Ignacio Checa y Barba. José Ignacio Checa y Barba voerde oppositie tegen het dictatoriale bewind van generaal Veintemilla.

- Hij verbrak hij het concordaat met het Vaticaan en zette alle bisschoppen het land uit. Later tekende hij een nieuw concordaat met het Vaticaan en steunde hij een nieuwe bisschopsbenoeming.

- Veintemilla liet zijn presidentieel salaris van 12.000 pesos verhogen tot 24.000 pesos.